# Jagdalpur Airport
Jagdalpur Airport är en flygplats i Indien.   Den ligger i delstaten Madhya Pradesh, i den centrala delen av landet, 1 200 km söder om huvudstaden New Delhi. Jagdalpur Airport ligger 554 meter över havet.
Terrängen runt Jagdalpur Airport är platt, och sluttar norrut. Runt Jagdalpur Airport är det ganska tätbefolkat, med 139 invånare per kvadratkilometer. Närmaste större samhälle är Jagdalpur, 1,8 km väster om Jagdalpur Airport. I omgivningarna runt Jagdalpur Airport växer huvudsakligen savannskog.